# Padaniens herrlag i fotboll
Padaniens herrlag i fotboll är ett fotbollslandslag som representerar den norditalienska provinsen Padanien. Padanien är inte medlem i Uefa eller Fifa. Padaniens landslagsspelare spelar till vardags vanligen i klubbar i lägre divisioner i det italienska seriesystemet, främst Serie C och Serie D.
Padanien deltog i Viva World Cup 2008 i Gällivare, där de i finalen slog Arameiska/syrianska med 2–0. De ställde också upp i ConIFA World Football Cup 2014.